# Пефинген
Пефинген (њем. Peffingen) општина је у њемачкој савезној држави Рајна-Палатинат. Једно је од 235 општинских средишта округа Ајфелкрајс Битбург-Прим. Према процјени из 2010. у општини је живјело 237 становника. Посједује регионалну шифру (AGS) 7232103.

## Географски и демографски подаци
Пефинген се налази у савезној држави Рајна-Палатинат у округу Ајфелкрајс Битбург-Прим. Општина се налази на надморској висини од 198 метара. Површина општине износи 5,8 km². У самом мјесту је, према процјени из 2010. године, живјело 237 становника. Просјечна густина становништва износи 41 становника/km².